# Loumo Na-Ngue
Loumo Na-Ngue (ou Loumo Nangue) est un village de la commune de Nganha située dans la Région de l'Adamaoua et le département de la Vina au Cameroun.

## Population
Lors du recensement de 2005, on y a dénombré 416 habitants dont 194 de sexe masculin et 222 de sexe féminin, tandis que les diagnostics du Plan communal de développement (PCD) de la commune de Nganha, réalisé en 2013, ont permis de recenser 535 personnes dont 250 de sexe masculin et 285 de sexe féminin.

## Climat
Nganha bénéficie d'un climat tropical avec une température moyenne de 23,62 °C. Le mois de mars est le plus chaud de l'année avec une température moyenne de 24,6 °C tandis que janvier est le mois le plus froid avec une température moyenne de 21,5 °C. Cependant, cette température peut diminuer jusqu'à atteindre 12,8 °C en décembre, comme elle peut s'élever à 31,5 °C en février.
Concernant les précipitations, on note une variation de 291 mm tout au long de l'année entre 221 mm en août et 0 mm en décembre.

## Projets sociaux et économiques
Le Plan communal de développement de 2013 a mis en place plusieurs projets pour améliorer les conditions de vie des habitants. Ces projets visent le développement au niveau de l'infrastructure, l'agriculture, l'industrie animale, l'éducation, la santé publique et d'autres secteurs. Ces projets impliquaient tous les villages de la commune de Nganha, et notamment Loumo Na-Ngue.

### Projets sociaux
Il y avait 5 projets prioritaires dont le coût estimatif total de 34 800 000 Francs CFA. Deux parmi ces projets se focalisaient sur l'éducation : la construction d'un bloc de deux salles de classe et d'un bloc latrines à l'EP de Loumo Na-Ngue ainsi que son équipement en 60 tables-bancs. On a aussi programmé l'aménagement d’une aire de jeux, la construction d'un forage et la sensibilisation des populations sur l’intérêt des mariages légalisés ; sur l’éducation de la jeune fille.

### Projets économiques
Sur le plan économique, on a planifié l'étude de faisabilité en vue de l'électrification du village, la construction d'un magasin de stockage et la réhabilitation des pistes rurales à Loumo Nangue-Sassa Bersick : 27 km. Ces projets devraient coûter dans les 51 500 000 Francs CFA.